# Mario Stanić
Mario Stanić (ur. 10 kwietnia 1972 w Sarajewie) – chorwacki piłkarz, grający na pozycji napastnika lub prawego pomocnika. Z reprezentacją Chorwacji, w której barwach rozegrał 49 meczów, zdobył brązowy medal na Mistrzostwach Świata 1998. Jako zawodnik występował m.in. w Dinamie Zagrzeb, Benfice Lizbona, Club Brugge, AC Parmie, a piłkarską karierę z powodu kontuzji kolana zakończył w 2004 roku w Chelsea F.C. W 1996 roku był królem strzelców ligi belgijskiej.

## Kariera piłkarska
- 1988-92 –  FK Željezničar
- 1992-93 –  Dinamo Zagrzeb
- 1993-94 –  Sporting Gijón
- 1994-95 –  SL Benfica
- 1995-97 –  Club Brugge
- 1997-00 –  AC Parma
- 2000-04 –  Chelsea F.C.

## Sukcesy piłkarskie
- mistrzostwo Belgii 1996 i Puchar Belgii 1996 z Club Brugge
- wicemistrzostwo Anglii 2004 z Chelsea

W 1996 roku z dorobkiem 20 goli został królem strzelców ligi belgijskiej.
W reprezentacji Chorwacji od 1995 do 2003 roku rozegrał 49 meczów (rekord) i strzelił 7 bramek – brązowy medal Mistrzostw Świata 1998 oraz starty w Euro 1996 (ćwierćfinał) i Mundialu 2002 (runda grupowa).

## Odznaczenia
- Order Chorwackiej Koniczyny (1998)[1]